# 962 Aslög
962 Aslög è un asteroide della fascia principale. Scoperto nel 1921, presenta un'orbita caratterizzata da un semiasse maggiore pari a 2,9044129 UA e da un'eccentricità di 0,1018348, inclinata di 2,60215° rispetto all'eclittica.
Stanti i suoi parametri orbitali, è considerato un membro della famiglia Coronide di asteroidi.
Il suo nome fa riferimento ad Aslög, figlia di Sigfrido secondo la mitologia norrena.